# 米托

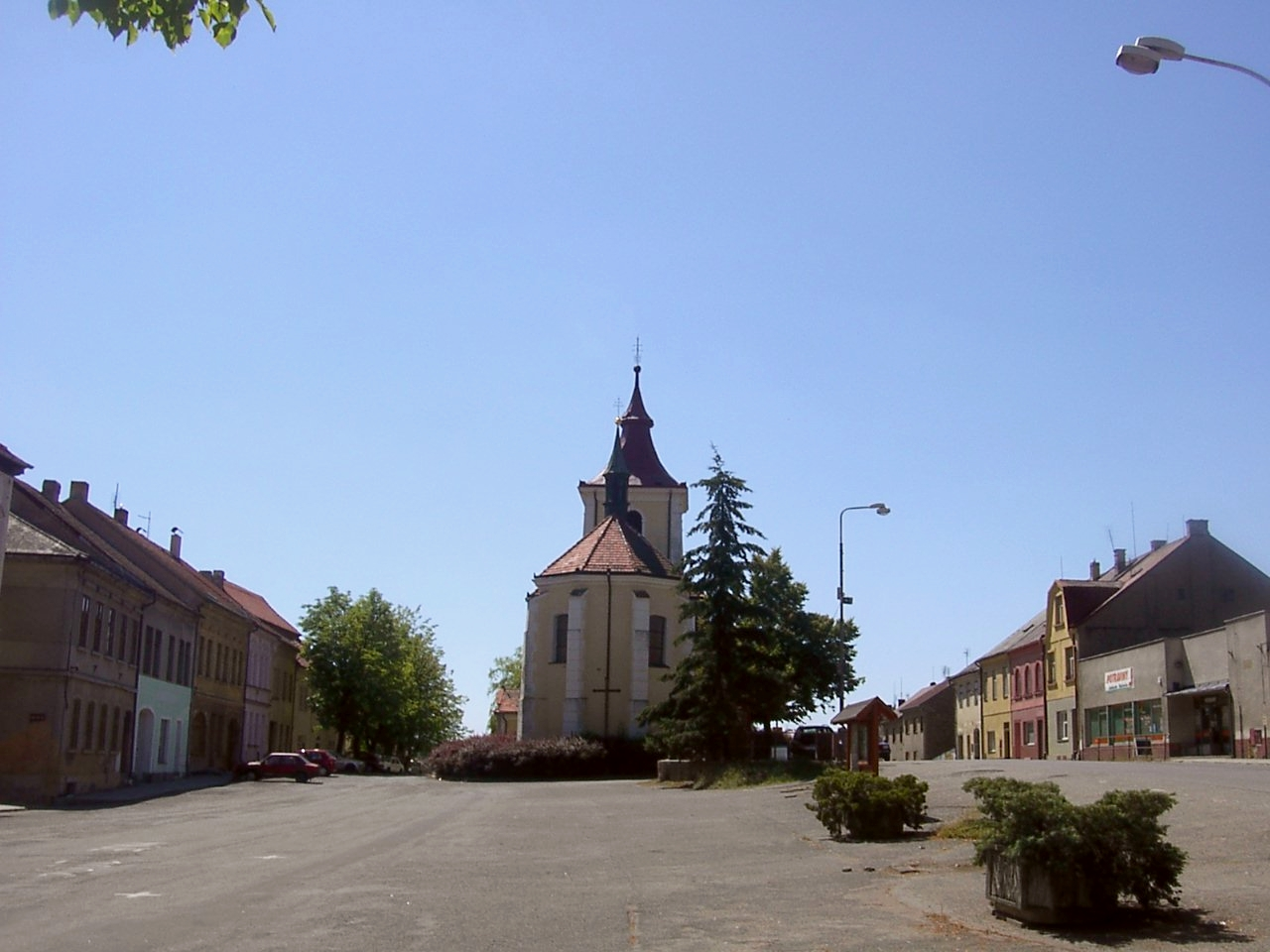

米托是捷克的城鎮，位於該國西部，距離首府皮爾森28公里，由比爾森州負責管轄，面積17.79平方公里，海拔高度443米，鎮上的麥芽廠於1994年關閉，2016年人口1,518。

## 外部連結
- Municipal website （页面存档备份，存于）